# إدموند بيركلي
إدموند بيركلي (بالإنجليزية: Edmund Berkeley)‏ هو عالم حاسوب أمريكي، ولد في 22 فبراير 1909، وتوفي في 7 مارس 1988.